# Сандерс-Роу A.10
Сандерс-Роу A.10 (енгл. Saunders-Roe A.10) је једноседи британски ловачки авион. Авион је први пут полетео 1929. године. 

A.10 је био приватни пројекат ловца са 4 митраљеза. Због лоших летних особина касније је кориштен за тестирање наоружања. Највећа брзина у хоризонталном лету је износила 322 km/h. Размах крила је био 9,75 метара а дужина 7,44 метара. Маса празног авиона је износила 1213 килограма а нормална полетна маса 1633 килограма.

## Наоружање
| Наоружање авиона: Сандерс-Роу A.10 |        |
| Ватрено (стрељачко) наоружање      |        |
| Топ                                |        |
| Митраљез                           |        |
| Број и ознака митраљеза            | 2 до 4 |
| Калибар                            | 7,7    |
| Бомбардерско наоружање (бомбе)     |        |
| Ракетно наоружање (ракете)         |        |

## Земље које су користиле авион
- Велика Британија